# Diószeghy Iván (színművész, 1929)
Diószeghy Iván névvariáns: id. Diószeghy Iván (Harasztos, 1929. február 15. – 2006. január 5.) romániai magyar színész.

## Életpályája
Harasztoson született, 1929. február 15-én. 1935-ben a gyulafehérvári Püspöki Gimnáziumban (Majláth) kezdte tanulmányait, majd családjával 1944-ben Kolozsvárra költözött. 1947-ben a kolozsvári Magyar Gimnáziumban érettségizett. 1949-től a marosvásárhelyi Szentgyörgyi István Színművészeti Intézet színinövendéke volt. 1953-ban kapott diplomát. Az egész évfolyam együtt maradt, és megalapították a nagybányai színház magyar tagozatát. Itt 1956 őszéig játszottak, aztán áthelyezték székhelyüket Szatmárnémetibe, ahol létrehozták a Szatmári Állami Magyar Színházat. 1989-ig volt a társulat tagja. Főleg karakterszerepeket alakított, vígjátékokban volt sikeres. A kitűnő tenor hangú színész, operett és nótaestek ünnepelt kedvence volt. Felesége Kolozsváry Olga színésznő és súgó volt. Két gyermekük született, Iván (1952) és Ágnes Olga (1960). Fia szintén a színészi pályát választotta.

## Színpadi szerepeiből
- Lope de Vega: Dacból terem a szerelem.... Don Pedro
- Jókai Mór: Az aranyember..... Tímár Mihály
- Móricz Zsigmond: Nem élhetek muzsikaszó nélkül.... Balázs
- Méhes György: Duplakanyar.... Bagaméri
- Thomas: A papagáj és a zsaru.... Grandin